# Teresa Lewis
Teresa Lewis (* 26. April 1969; † 23. September 2010 in Jarratt, Virginia) war eine US-Amerikanerin, die wegen Mordes an ihrem Ehemann und ihrem Stiefsohn zum Tode verurteilt und im September 2010 hingerichtet wurde. Ihr Fall sorgte vor allem deshalb für große Aufmerksamkeit, da sie den Mord angestiftet, aber nicht selbst ausgeführt hatte und da ihr Intelligenzquotient sich am Rande einer geistigen Behinderung bewegte und ihre volle Schuldfähigkeit somit fraglich war.

## Doppelmord
Im Jahr 2002 hatte Lewis ihrem späteren Geständnis zufolge zwei Personen angeheuert, die ihren Ehemann und dessen Sohn töten sollten, damit sie die Lebensversicherungssumme erhalten konnte. Zu diesem Zweck hatte sie am 30. Oktober 2002 die Tür ihres Wohnwagens nicht abgeschlossen. Die mit Schusswaffen ausgerüsteten Täter verschafften sich so Zutritt zum Wohnwagen und schossen auf die beiden Opfer. Lewis’ Stiefsohn erlag am Tatort seinen Verletzungen, ihr Ehemann verstarb später im Krankenhaus, nachdem Teresa Lewis etwa 45 Minuten neben ihm gesessen hatte, bevor sie den Rettungsdienst rief. Der Ehemann benannte vor seinem Tod noch Teresa Lewis als Person, die die Täter kenne. Laut dem Ergebnis der Ermittlungen hatte Lewis mit einem der Täter, die sie in einem Supermarkt kennengelernt hatte, Matthew S., ein gemeinsames Leben geplant. Um die Tat zu ermöglichen, hatte sie auch einem der späteren Täter ihre Tochter zum Geschlechtsverkehr angeboten.

## Urteil und Hinrichtung
Die beiden angeheuerten Mörder wurden nach einem Deal des Täters Rodney F. jeweils zu lebenslanger Freiheitsstrafe verurteilt. Lewis erhielt als Anstifter die Todesstrafe. Für gewöhnlich wird in einem Mordfall nach dem Geständnis eines Angeklagten eine eventuelle Todesstrafe auf eine lebenslange Haftstrafe ohne die Möglichkeit der vorzeitigen Entlassung erkannt. Als problematisch wurde in der Öffentlichkeit wahrgenommen, dass der Intelligenzquotient von Lewis laut einem Test nur knapp über 70 lag, was in den Vereinigten Staaten als Grenzwert für sogenannten Schwachsinn gilt. Der Richter konnte jedoch keine Einschränkung der Schuldfähigkeit feststellen. Matthew S. behauptete später in einem Brief an seine Freundin, Lewis zur Tat angestiftet zu haben, um selbst an Geld zu gelangen. Der Brief reichte jedoch nicht für ein Wiederaufnahmeverfahren aus. Matthew S. beging drei Jahre später im Gefängnis Suizid.
Lewis galt im Gefängnis als vorbildliche Gefangene und wurde als Ratgeber unter ihren Mithäftlingen beliebt. Diese Tatsache steht in einem gewissen Widerspruch zu den Ergebnissen ihrer in verschiedenen Tests sehr unterschiedlichen, aber immer relativ niedrig angesiedelten IQ-Werten. Am 17. September lehnte der Gouverneur Robert McDonnell ein Gnadengesuch ab. Lewis rief den Supreme Court an, der wenige Tage vor der Hinrichtung mit 7:2 Stimmen den Antrag auf Aussetzung der Hinrichtung zugunsten einer lebenslangen Gefängnisstrafe ablehnte. Lewis ist die zwölfte Frau, die seit der Wiedereinführung der Todesstrafe in den Vereinigten Staaten im Jahr 1976 hingerichtet worden ist. In Virginia war sie nach 98 Jahren die erste Frau, die hingerichtet wurde. Sie wurde durch die Giftspritze getötet.